# Megacable Comunicaciones
Megacable Holdings, S.A.B. de C.V., o Megacable Comunicaciones (conocida simplemente como Megacable ó Mega) es una empresa mexicana dedicada a la comercialización de televisión por cable, servicio de internet, telefonía y telefonía móvil. Tiene su sede central en la ciudad de  Guadalajara, Jalisco, México y fue fundada el 9 de septiembre del año 2004.
A partir de junio del año 2006, Megacable se convierte en competencia directa de Telmex al comenzar a ofrecer en la ciudad de Guadalajara su servicio de telefonía local el cual ya es utilizado por más de 1 000 000 de suscriptores. 
Megacable provee servicio a alrededor de 5.3 millones de suscriptores únicos en más de 400 municipios en los 32 estados del país, con señales digitales de televisión y un servicio de OTT llamado Xview con cobertura en todo el territorio nacional.
Es propietario del canal de música grupera Video Rola el cual distribuye a través de su señal desde el año 1998, del canal Meganoticias MX que emite noticieros locales en 28 ciudades del país así como Mega Sports.
Megacable tiene además una importante participación accionaria en la empresa PCTV, generadora de canales de TV de paga como TVC, TVC Deportes, Cinema Platino, Pánico y Cine Mexicano.

## Historia
En 1978, un grupo de empresarios forma la entidad Visión por Cable de Sonora (Vicason) y Visión por Cable de Sinaloa (Vicasin). En 1982, inicia operaciones con el nombre de Televisión por Cable en las ciudades de Guasave, Sinaloa y Navojoa, Sonora. Asimismo, de 1983 a 1990 se suman cuatro ciudades más, incluyendo Los Mochis y Hermosillo. En 1992 se adquirió la concesión para operar en Guadalajara. En este año se unificó el nombre de la empresa a Visión por Cable; el cual cambia en 1995 como Megacable. Tlaquepaque y Tonalá , Jalisco; y Ciudad Juárez, Chihuahua, se unen a la red. También se inician operaciones en Tepic, Nayarit. Posteriormente se unen Xalapa y Veracruz, Veracruz, y se hace una sociedad con la empresa concesionaria que trabaja en Tlacotalpan y Cosamaloapan, en el mismo estado. En este año, el Corporativo de Grupo Megacable cambia sus oficinas de la ciudad de Los Mochis a Guadalajara.
Megacable crea en 1997 canales de producción local para Guadalajara, Los Mochis y Culiacán, bajo el nombre Megacanal. Asimismo, inicia Megared en Guadalajara, ofreciendo Internet por cable. 
En 1998 se comienza a dar el servicio en Escuinapa, El Rosario, El Fuerte y Navolato de Sinaloa; Puebla y Cholula, en Puebla. Megacable adquiere el total de las empresas que dan servicio en Tlacotalpan y Cosamaloapan en Veracruz. En ese año nace el canal Videorola, un canal musical con perfil grupero y de banda mexicana en televisión. 
En 2000 se hacen las primeras pruebas para otorgar servicios de redes privadas virtuales, para proveer servicio a clientes corporativos, con la empresa Metrocarrier. Se pone en línea el Portal Megared, un portal multimedia de banda ancha en México, con noticias, servicios y entretenimiento, para los suscriptores de Megared; el cual está disponible en diez ciudades de la red Megacable.
En 2003 se lanza en Guadalajara, Puebla y Veracruz el servicio Megacable Digital; el cual se amplía en 2004 a las ciudades de Hermosillo, Obregón, Culiacán, Mazatlán, Tepic , Xalapa y posteriormente a más ciudades. 
En 2005 Megacable ofrece DVR, VOD y HDTV; a través de Megacable Digital. 
En 2006 la compañía lanza el servicio Megafón, siendo uno de los primeros competidores de Telmex en telefonía local.
En 2007 Megacable entra a cotizar en la BMV, bajo la clave de pizarraza MEGA.CPO el 7 de noviembre de 2007.
En 2009, en alianza con las tres empresas proveedoras de televisión por cable más importantes de México, (Cablevisión, Cablevisión Monterrey  y Cablemás), lanzó el paquete triple play Yoo con el fin de ofrecer un producto con precio unificado y captar a los clientes de Telmex. Tal alianza ya no está vigente.
En 2010, la proveedora de servicios de telecomunicación mexicana Megacable acordó la compra de Grupo Omnicable, un operador de televisión de paga en el noroeste del país. Megacable detalló que la adquisición de la empresa, que opera en los estados de Sonora y Baja California, agregará 62.000 suscriptores de video y 3000 de Internet a su base de clientes.
En 2012, el Consejo de Administración y los accionistas de la compañía llevaron a cabo una asamblea general ordinaria donde se discutió y aprobó el pago de dividendos. MetroCarrier se consolida como el carrier de mayor relevancia en el mercado de las telecomunicaciones, dadas las inversiones que hizo la compañía en años anteriores en la red de fibra de CFE. Megacable agregó una variedad de canales HD a su oferta y se han ido adicionando ciudades, contando actualmente con más de 70 canales de alta definición en los principales mercados, agregando más canales mes a mes. 
En 2013 el Grupo adquirió el 51% de las acciones representativas con derecho potencial a voto del capital social de ho1a. Con estas adquisiciones el Grupo fortalece su posición en el mercado empresarial, corporativo y sector público ampliando los servicios de soluciones en telecomunicaciones, soluciones en datos y manejo de información.
En 2014 adquiere un 80% porcentaje de las acciones de PCTV, compañía de distribución y producción de televisión por cable en México que representa a cientos de concesionarios de televisión por cable del país y cuenta con infraestructura de producción y transmisión con la que produce y comercializa las señales propias TVC, TVC Deportes, Platino, Platino Plus, Pánico y Cine Mexicano, con lo que Megacable fortalece la capacidad de generar contenido propio para la industria. PCTV distribuye 70 señales internacionales de programadores de televisión de paga.
El 5 de septiembre de 2016, se anuncia que Televisa y Megacable no renovaron contrato, confirmando que el 9 de septiembre del mismo año dejarían de transmitir los canales de la televisora.
El 29 de septiembre de 2016, se agregan los canales NFL Network, NBA TV, Fox Sports 3, Planet X, I-SAT y Azteca 13 Delay reemplazando a TDN, Univisión TDN, Telemundo y Las Estrellas Delay.
El 15 de mayo de 2017, regresa el canal Telemundo a la parrilla de su programación, dado qué ese canal ya no lo distribuye Televisa, sino HBO.
A partir del 1 de enero de 2018 el Canal F1 Latin America cesa su transmisión en Megacable por decisión interna de los productores del canal.
En mayo de 2019, Megacable compró los negocios de internet por fibra ópica al hogar de Axtel en León, Puebla, Toluca, Guadalajara y Querétaro por 1,150 millones de pesos. Más tarde en ese mismo año, Megacable se convierte en el primer Proveedor de servicios de Internet en ofrecer velocidades de hasta 1000 mbps en México, mediante tecnología DOCSIS 3.1 y FTTH. 
A partir del 5 de marzo de 2020 deja de tener los derechos de la Liga Mexicana del Pacífico por lo tanto se emiten canales de otro tipos de deportes exclusivos de Megacable como el Torneo Nacional de Tenis (del 9 de octubre al 27 de diciembre). El suscriptor no será afectado.
En 2021, la empresa entra en la Ciudad de México y Monterrey con infraestructura propia de fibra óptica, bajo la modalidad FTTH.
En ese mismo año, anuncian paquetes por el lanzamiento de HBO Max el 29 de junio.
El 25 de enero de 2022 anuncian paquetes de Disney+ que fue lanzada el 17 de noviembre de 2020.
A partir de septiembre de 2022, Megacable cambia de imagen, y pasa a llamarse simplemente Mega, con esto se concreta su expansión a la CDMX, y se crea un nuevo esquema de planes de contratación y mensualidad, haciéndole frente a sus principales competidores en el ramo.

## Servicios

### Televisión
Ofrece servicio de televisión por cable. En 2004 el servicio se digitaliza, para el cual se necesita un aparato llamado comúnmente decodificador, el cual es proporcionado por la empresa, y que permite también una serie de canales de audio digital. Ofrece un servicio premium con más canales y canales de películas que proporciona una guía de programación interactiva y tiene un servicio de sintonización de alta definición que en la actualidad ofrece más de 70 canales. Además, mediante la plataforma Xview, Megacable ofrece toda su gama de canales en línea, contando con servicios extra, como vision en diferido o grabación de programas en la nube.

### Internet
La Compañía comenzó a ofrecer el primer servicio de internet por cable en Latinoamérica en 1998 bajo la marca MegaRed. Los servicios de Internet de alta velocidad están disponibles en las casas pasadas en aproximadamente el 98% de la red. 

### Telefonía
Megacable Comunicaciones, S.A.B de C.V ofrece servicio de telefonía residencial y empresarial mediante VoIP.

### Telefonía móvil
Megacable Comunicaciones, S.A.B de C.V ofrece el servicio de telefonía móvil desde noviembre de 2019 bajo el nombre Megamóvil, a través de la Red Compartida operada por Altán Redes.